# Агаев, Муслим Байрамович
Муслим Байрамович Агаев (род. 29 апреля 1974, Мары) — туркменский и казахстанский футболист. В 2004 году принял гражданство Казахстана.

## Биография
Воспитанник футбола города Мары.
В 1992—1993 играл за «Небитчи». Активной и результативной игрой обратил на себя внимание селекционеров и в 1993 перешел в «Копетдаг». Однако после Кубка чемпионов Содружества вернулся в «Небитчи», где провёл ещё сезон.
С 1994, вплоть до развала команды в январе 1999, выступал в «Копетдаге», играл за сборную Туркменистана. С января 1999 уехал на Украину, играл за «Кремень» и «Ниву» из Тернополя.
С начала 2000 — в Казахстане. В течение семи лет играл в нескольких клубах казахской высшей лиги.
В 2007 вернулся в Туркменистан, играл один сезон за «Мерв», потом за «Шагадам».
В 1994—2007 годах периодически выступал за сборную Туркменистана, в составе которой сыграл 23 матча, забил 4 мяча.

## Достижения
- Чемпион Туркменистана в составе «Копетдага» (1994—1995, 1998).
- Чемпион Казахстана 2003
- Обладатель Кубка Туркменистана 1996, 1997

## Статистика
| Сезон     | Клуб                | Лига        | Чемпионат | Чемпионат |
| Сезон     | Клуб                | Лига        | Игры      | Голы      |
| --------- | ------------------- | ----------- | --------- | --------- |
| 1991      | Мерв                | Вторая лига | 27        | 9         |
| 1992      | Небитчи             | Высшая лига | ?         | ?         |
| 1993      | Небитчи             | Высшая лига | ?         | 20        |
| 1994      | Копетдаг            | Высшая лига | ?         | ?         |
| 1995      | Копетдаг            | Высшая лига | ?         | ?         |
| 1996      | Копетдаг            | Высшая лига | ?         | ?         |
| 1997/98   | Копетдаг            | Высшая лига | ?         | ?         |
| 1998/99   | Копетдаг            | Высшая лига | ?         | ?         |
| 1998/99   | Кремень             | Первая лига | 14        | 2         |
| 1999/2000 | Нива (Тернополь)    | Высшая лига | 12        | 1         |
| 2000      | Аксесс-Голден Грейн | Высшая лига | 17        | 9         |
| 2001      | Есиль-Богатырь      | Высшая лига | 22        | 7         |
| 2002      | Есиль-Богатырь      | Высшая лига | 13        | 0         |
| 2002      | Есиль (Кокшетау)    | Высшая лига | 8         | 2         |
| 2003      | Иртыш (Павлодар)    | Высшая лига | 13        | 11        |
| 2004      | Иртыш (Павлодар)    | Высшая лига | 29        | 6         |
| 2005      | Иртыш (Павлодар)    | Высшая лига | 18        | 2         |
| 2006      | Есиль-Богатырь      | Высшая лига | 11        | 0         |
| 2006      | Тобол (Кустанай)    | Высшая лига | 11        | 2         |
| 2007      | Мерв                | Высшая лига | ?         | ?         |
| 2008      | Шагадам             | Высшая лига | ?         | ?         |